# Femke Kok
Femke Kok (* 5. Oktober 2000 in Drachten) ist eine niederländische Eisschnellläuferin.

## Werdegang
Kok wurde 2017 niederländische Juniorenmeisterin im Mini-Vierkampf und in den Jahren 2017 bis 2019 niederländische Juniorenmeisterin im Sprint-Mehrkampf. International trat sie erstmals bei den Juniorenweltmeisterschaften 2019 in Baselga di Piné in Erscheinung. Dort gewann sie über 500 m, 1000 m und in der Teamverfolgung jeweils die Silbermedaille und über 1500 m, im Teamsprint und im Mini-Vierkampf jeweils die Goldmedaille. Bei den Europameisterschaften 2020 in Heerenveen holte sie die Silbermedaille im Teamsprint. Zudem wurde sie dort Vierte über 500 m. Anfang Februar 2020 startete sie in Calgary erstmals im Weltcup und belegte dabei den vierten Platz in der B-Gruppe über 500 m. Bei den folgenden Einzelstreckenweltmeisterschaften in Salt Lake City gewann sie zusammen mit Letitia de Jong und Jutta Leerdam die Goldmedaille im Teamsprint. Zudem errang sie dort den neunten Platz über 500 m.

## Persönliche Bestzeiten
- 500 m 36,83 s (aufgestellt am 16. Februar 2024 in Calgary)
- 1000 m 1:12,87 min (aufgestellt am 4. Dezember 2021 in Salt Lake City)
- 1500 m 1:58,10 min (aufgestellt am 13. Oktober 2019 in Inzell)
- 3000 m 4:14,33 min (aufgestellt am 29. September 2019 in Heerenveen)

## Teilnahmen an Weltmeisterschaften und Olympischen Winterspielen

### Olympische Spiele
- 2022 Peking: 6. Platz 500 m

### Einzelstreckenweltmeisterschaften
- 2020 Salt Lake City: 1. Platz Teamsprint, 9. Platz 500 m
- 2021 Heerenveen: 2. Platz 500 m
- 2023 Heerenveen: 1. Platz 500 m
- 2024 Calgary: 1. Platz 500 m
- 2025 Hamar: 1. Platz 500 m, 2. Platz 1000 m

### Mehrkampfweltmeisterschaften
- 2022 Hamar: 1. Platz Teamsprint, 2. Platz Sprint-Mehrkampf
- 2024 Inzell: 2. Platz Sprint-Mehrkampf

## Weltcupsiege

### Weltcupsiege im Einzel
| Nr. | Datum             | Ort        | Disziplin |
| --- | ----------------- | ---------- | --------- |
| 1.  | 23. Januar 2021   | Heerenveen | 500 m     |
| 2.  | 24. Januar 2021   | Heerenveen | 500 m     |
| 3.  | 30. Januar 2021   | Heerenveen | 500 m     |
| 4.  | 31. Januar 2021   | Heerenveen | 500 m     |
| 5.  | 11. November 2023 | Obihiro    | 500 m     |
| 6.  | 4. Februar 2024   | Québec     | 500 m     |
| 7.  | 26. Januar 2025   | Calgary    | 500 m     |
| 8.  | 1. Februar 2025   | Milwaukee  | 500 m     |
| 9.  | 2. Februar 2025   | Milwaukee  | 500 m     |
| 10. | 28. Februar 2025  | Heerenveen | 500 m     |
| 11. | 1. März 2025      | Heerenveen | 500 m     |

### Weltcupsiege im Team
| Nr. | Datum             | Ort        | Disziplin       |
| --- | ----------------- | ---------- | --------------- |
| 1.  | 19. November 2022 | Heerenveen | Teamsprint 1    |
| 2.  | 12. November 2023 | Obihiro    | Mixed-Staffel 2 |
| 3.  | 3. Februar 2024   | Québec     | Teamsprint 3    |